# Gabriele Pepe (tenente colonnello)
Gabriele Pepe (Civitacampomarano, 9 novembre 1896 – Ghemira, 9 maggio 1941) è stato un militare italiano, insignito della medaglia d'oro al Valor Militare.

## Biografia
Nato a Civitacampomarano, paese d'origine di Vincenzo Cuoco e Gabriele Pepe, illustri personalità del Risorgimento, entrò giovanissimo alla Scuola Militare Nunziatella di Napoli. Nel 1913 fu ammesso quale allievo ufficiale presso l'Accademia militare di Modena, da cui uscì con il grado di sottotenente nel gennaio 1916.
Assegnato al 135º Fanteria mobilitato, nell'ottobre successivo passò a domanda nei reparti d'assalto e col XXVII Battaglione. Partecipò alla battaglia del solstizio del giugno 1918, combattendo nella zona del Montello e guadagnandosi presto fama di valoroso. Per il coraggio dimostrato sul campo di battaglia, nel giugno dello stesso anno gli fu assegnata la medaglia d'argento al valor militare. Rientrato al deposito del 135º Fanteria di Avellino fu trasferito al 34º Fanteria. Nel 1921 conseguì la laurea in giurisprudenza e avanzò al grado di capitano. Dal 1922 al 1928 prestò servizio nei reparti del Corpo automobilistico dell'Esercito. Nel 1928 fu trasferito in Africa Orientale al Regio Comando Truppe Coloniali dell'Eritrea, dove prestò servizio nel II Battaglione indigeni fino al 1933, operando sia in Eritrea, che in Cirenaica.
Nel 1933 ritornò in Italia, dove fu assegnato al 19º Fanteria della 27ª Divisione fanteria "Sila", con il quale venne di nuovo inviato in Africa Orientale nell'ottobre 1935. Assegnato su richiesta ai reparti di colore, assunse la guida del XVIII Battaglione indigeni, al comando del quale partecipò alla guerra d'Etiopia e alle operazioni di contenimento dei ribelli di Ras Immerù. Nel 1936 ricevette altre due medaglie d'argento al valor militare (Boccan-Scioa, ottobre 1936; Torrente Ghicciò, dicembre 1936) e una Croce di guerra al Valor Militare (Zona Manne, febbraio 1936). Fu infine promosso al grado di maggiore per meriti di guerra per aver guidato il XVIII battaglione coloniale in una carica alla baionetta, poi divenuta celebre, contro la Guardia Imperiale del Negus Hailé Selassié I a Mai Ceu.
Nel 1940 si trovava in Patria in licenza quando venne raggiunto dall'annuncio dello scoppio delle ostilità, a seguito del quale chiese di essere rimandato in Africa. Il 12 luglio 1940 assunse, con il grado di tenente colonnello, il comando del CXC Battaglione coloniale di nuova formazione e acquartierato nella città di Asmara. Era al comando di questa unità quando, durante un violento combattimento nella zona di Ghemira, fu ferito gravemente al volto. Impossibilitato a parlare e conscio della fine imminente, scrisse un ultimo incitamento per i propri uomini e continuò a guidarne l'assalto fino a quando non morì dissanguato. Per l'eroismo dimostrato, gli fu assegnata la medaglia d'oro al valor militare alla memoria.
Il valore del tenente colonnello Pepe ebbe vasta eco, ispirando il poeta Tommaso Marinetti che nel suo scritto, Canto eroi e macchine della guerra mussoliniana, ne esaltò la fine gloriosa:
Sì sì bisogna estrarre dal taschino della giubba di guerra l'ardita penna stilografica

Con acerbo conato scribacchiare meglio sarebbe scrivere a prodigio militare e con cura proprio sulla busta bianca nella carnalità della lettera della moglie

Viene fuori anch'esso per suo conto lo scritto tenero e sottoscrive

- Forza mio 190º vendicatemi vinceremo intrepidi figli d'Italia mio grande amore

La vissutissima solida mano si rattrappisce e il tenente colonnello Gabriele Pepe si scioglie in cadavere già pronto a lottare in durezza coi becchi adunchi mentre la penna stilografica ormai padrona delle sue misteriose parole in libertà goccia

Lacrime e sensazioni dolci che di colpo insurrezionano il formicaio mediante un libertario ciola di crepuscolo aeropoetico amico del vellutato ron ron ron ron tortora o aeroplano»
 (Simultaneità del ten. colonnello Gabriele Pepe gloria delle truppe coloniali artiglieri bersaglieri fanti e camicie nere, pp. 116-117).